# Alopecosa pulverulenta
Alopecosa pulverulenta là một loài nhện trong họ Lycosidae. Chúng phân bố ở miền Cổ bắc.